# Plecia intercedens
Plecia intercedens är en tvåvingeart som beskrevs av Hardy 1953. Plecia intercedens ingår i släktet Plecia och familjen hårmyggor. Inga underarter finns listade i Catalogue of Life.